# Комиссии порядковые гражданско-военные
Порядковые гражданско-военные комиссии — органы местной (региональной) администрации в Речи Посполитой. Созданы 6 ноября 1789 года. Четырёхлетним сеймом 1788-1792 гг. по инициативе послов браславского Томаша Вавжецкого и новогрудского Михаила Берновича. С февраля 1790 года   постоянно-действующие органы исполнительной власти. В 1791 году подчинены Комиссии полиции обоих народов.
В комиссии выбирались 15 комиссаров из числа шляхты в воеводствах и уездах на сеймиках на 2 года. Без избрания, за общественные заслуги в комиссии входили сенаторы, цивуны, уездные спикеры, городовые старосты, хорунжие. Каждая комиссия имела канцелярию с возчиком и адвокатом. Сессии происходили ежедневно кроме праздников. Гражданско-военные комиссары выполняли функции бесплатно, но на работу канцелярии собиралось по копейке с каждого злотого налогов.
В Великом княжестве Литовском существовали 23 комиссии, по одной в каждом административном центре, в т.л. в Ушачах для Полоцкого воеводства, Черее для Витебского воеводства, Холопеничах для Оршанского повета, Бресте для Берестейского воеводства и Кобринского повета, Бобруйске для Речицкого повета.
Комиссии наблюдали за мерами и весами, ценами, мануфактурами, корчмами, городами, путями сообщения, речными перевозками. Обязаны были заботиться о росте земледелия, ремесел, торговли. Вели учет населения, собирали подымный налог. Занимались организацией приходских школ, расквартированием и обеспечением войск рекрутами и провиантом. В качестве суда 1-й инстанции рассматривали имущественные дела и дела по административным правонарушениям, окончательно и безапелляционно, если иск не превышал 300 злотых, а кора — 50 злотых и 3 дней тюрьмы. Остальные дела по представлению уездных дозорных отсылались по апелляции на окончательный приговор Комиссии полиции обоих народов. Разбирали споры между военными и гражданским населением, наказывали за непослушание публичной власти и землевладельцем, но не имели права судить по уголовным делам.
Комиссии были упразднены 22 сентября 1792 года Тарговицкой конфедерацией. Восстановлены Гродненским сеймом 1793 года, но фактически не действовали. Во время восстания Костюшко созданы новые комиссии, обычно из 21 человека, которые распределялись между 6 отделами (порядка, безопасности, клада, армию, дел, живности). Подвластная комиссии территория разделялась по приходам или дозорам (до 1200 дворов) для организации всеобщего ополчения и регулирования отношений крестьян с господами. Просуществовали до 1795 года.